# Mike Prpich
Mike Prpich (* 27. März 1982 in Kenaston, Saskatchewan) ist ein ehemaliger kroatisch-kanadischer Eishockeyspieler, der im Verlauf seiner aktiven Karriere zwischen 2002 und 2011 unter anderem 92 Spiele für die Cardiff Devils und Newcastle Vipers in der britischen Elite Ice Hockey League (EIHL) auf der Position des Stürmers bestritten hat.

## Karriere

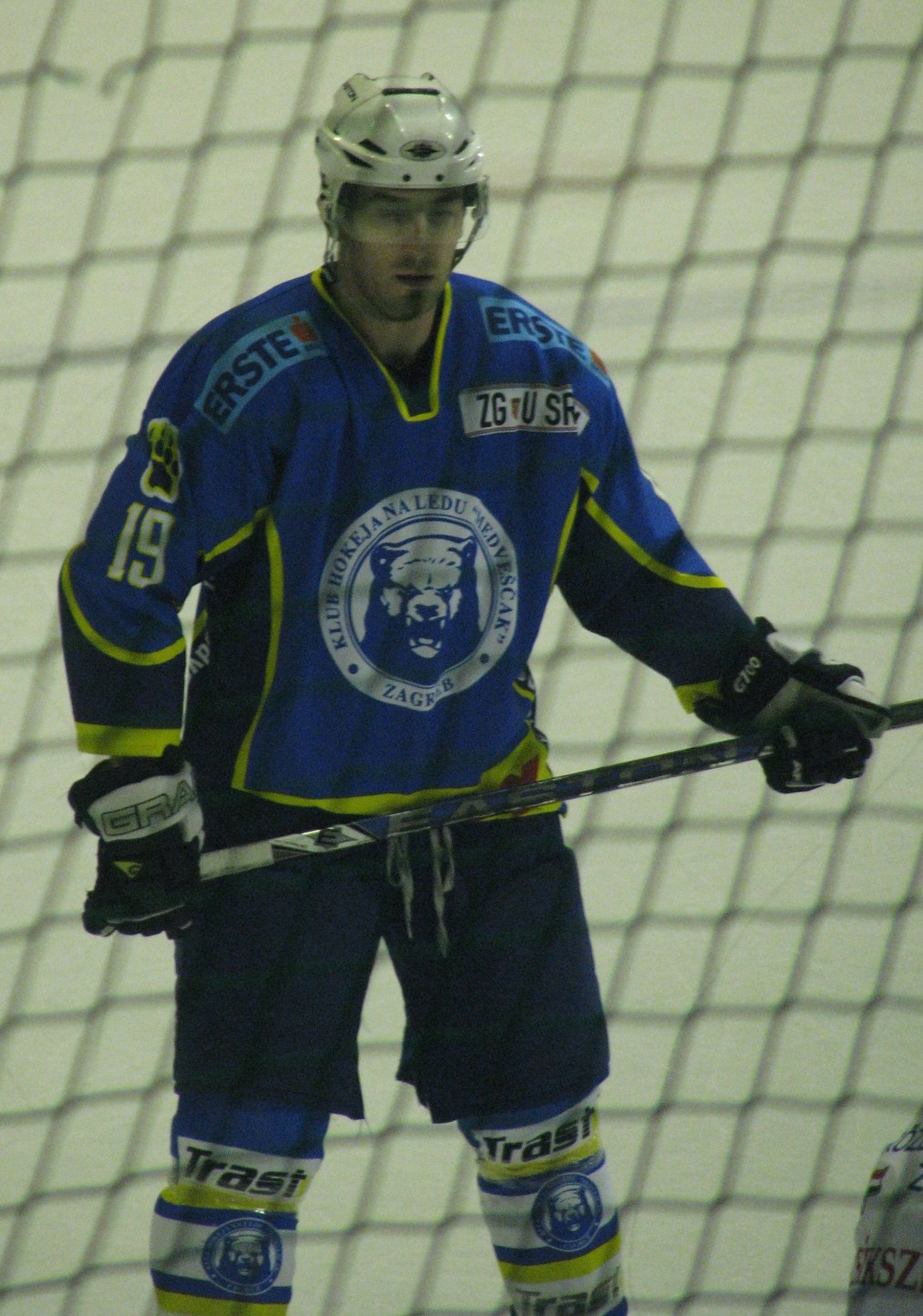
Prpich im Trikot des KHL Medveščak Zagreb (2009)

Mike Prpich begann seine Karriere als Eishockeyspieler bei den Penticton Panthers, für die er von 2000 bis 2002 in der kanadischen Juniorenliga British Columbia Hockey League (BCHL) aktiv war. Im Jahr 2002 wurde der Stürmer zum wertvollsten Spieler der Interior Conference ernannt. Nachdem er von 2002 bis 2006 parallel zu seinem Studium an der University of North Dakota für die Eishockeymannschaft der Universität gespielt und im Jahr 2006 die Meisterschaft der Western Collegiate Hockey Association (WCHA) in Form der Broadmoor Trophy gewonnen hatte, gab der Angreifer gegen Ende der Saison 2005/06 sein Debüt im professionellen Eishockey. In zwei Spielen kam Prpich für die Iowa Stars aus der American Hockey League (AHL) zum Einsatz und bereitete dabei ein Tor vor.
Zur folgenden Spielzeit wechselte der Kanadier zu den New Mexico Scorpions in die Central Hockey League (CHL), ehe er von 2007 bis 2009 für den walisischen Klub Cardiff Devils in der britischen Elite Ice Hockey League (EIHL) auf dem Eis stand. Zur Spielzeit 2009/10 erhielt Prpich einen Vertrag beim kroatischen Verein KHL Medveščak Zagreb, der vor der Spielzeit in den Spielbetrieb der österreichischen Erste Bank Eishockey Liga (EBEL) aufgenommen worden war. Für den kroatischen Hauptstadtklub erzielte er in insgesamt 58 Spielen sieben Tore und zwei Vorlagen. Zudem gewann er mit Zagrebs zweiter Mannschaft die kroatische Meisterschaft. Anschließend kehrte er in die Elite Ice Hockey League zurück, in der er in der Saison 2010/11 als Assistenzkapitän für die Newcastle Vipers auf dem Eis stand. Danach beendete der 29-Jährige seine aktive Karriere frühzeitig und war ausschließlich im kanadischen Amateureishockey aktiv.

## Erfolge und Auszeichnungen
- 2002 BCHL Interior Conference MVP
- 2006 Broadmoor-Trophy-Gewinn mit der University of North Dakota
- 2010 Kroatischer Meister mit dem KHL Medveščak Zagreb

## Karrierestatistik
(Legende zur Spielerstatistik: Sp oder GP = absolvierte Spiele; T oder G = erzielte Tore; V oder A = erzielte Assists; Pkt oder Pts = erzielte Scorerpunkte; SM oder PIM = erhaltene Strafminuten; +/− = Plus/Minus-Bilanz; PP = erzielte Überzahltore; SH = erzielte Unterzahltore; GW = erzielte Siegtore; 1 Play-downs/Relegation; Kursiv: Statistik nicht vollständig)